# 岩永健司
岩永 健司（いわなが けんじ、1958年7月 -2018年7月 ）は、日本の教育学者。群馬大学教育学部教授。社会科教育に関する研究を歴史素材を手がかりとして行っている。

## 略歴・人物
- 1958年7月　長崎県佐世保市生まれ。
- 1982年3月　広島大学教育学部教科教育学科社会科教育学専攻卒業。
- 1984年3月　広島大学大学院教育学研究科博士課程前期修了。
- 1985年4月　広島県立呉商業高等学校教諭
- 1987年4月　広島大学附属福山中・高等学校教諭
- 1993年4月　群馬大学教育学部講師
- 1996年1月　群馬大学教育学部助教授
- 2006年4月　群馬大学教育学部教授

　　2015年4月　　　安田女子大学教育学部教授　現在に至る

## 研究分野
- 教科教育学（社会科教育学）

- 社会科における歴史授業の目標・内容・方法に関する研究
- 社会科授業設計に関する研究

## 著書・論文

### 著書
- 『初等社会科教育研究』【共著：山口幸男、山本友和、小山一乗、原口美貴子、岩永健司、小林宏己、佐藤浩樹、岩崎一成、大野要子、大澤克美】　（学芸図書、2009年）

### 論文
- 『無着成恭「山びこ学校」』現代社会科教育実践講座第５巻 社会科の授業理論と実際（研秀出版、1991年）
- 『中間・期末等におけるテスト問題の作成例とその分析「現代社会科教育実践講座 第18巻 社会科学習の評価」』　（研秀出版、1991年）
- 『学習指導案の作成と方法「社会科授業の理論と展開－社会科教育法－」』（現代教育社、1995年）
- 『大正デモクラシーと文化の大衆化「歴史教育の理論と実践」』（現代教育社、1996年）
- 『世界史の指導計画「地理歴史科教育」』　（学術図書出版、1996年）
- 『歴史的学習「小学校社会科教育の探求」（学芸図書、2001年）
- 『諸外国の歴史教育理論の研究「社会科教育学研究ハンドブック」』（明治図書、2001年）
- 『「歴史的分野」における歴史的思考力の育成』　CD-ROM版 中学校社会科教育実践講座 理論編３（日文、2002年）
- 『歴史授業内容構成の変革－授業内容の現在準拠性を視点として－』（群馬大学教育実践研究、 2003年）
- 『高校生の日本史授業に対する意識の実態調査－群馬県の高校生に対するアンケート調査結果から－』　（群馬大学教科教育学研究、2005年）
- 『社会科６０年の歩み　昭和５０年代：エポックとなった問題とその背景』　（『社会科教育』明治図書、2005年）
- 『日本史｢主題学習」の効果に関する実証的研究－授業「国定忠治と上州社会」の実践から－』（群馬大学教科教育学研究、2006年）
- 『日本史「主題学習」の授業開発研究－地域素材「国定忠治と上州社会」の授業開発－』 （群馬大学教育実践研究、2006年）
- 『高校日本史「主題学習」に関する実態調査ー群馬県内公立高校日本史担当教員へのアンケート調査結果から－』 （群馬大学教科教育学研究、2007年）
- 『日本史主題学習の授業開発研究ー主題「日本人の食生活の変化」の授業開発－』（群馬大学教科教育学研究、2008年）
- 『日本史「主題学習」の効果に関する実証的研究（Ⅱ）』（群馬大学社会科教育論集、2008年）
- 『中学校「身近な地域の歴史」学習の効果に関する実証的研究ー授業「碓氷線の歴史と現在」の実践から－』（群馬大学教科教育学研究、2009年）
- 『中学校「身近な地域の歴史学習」の授業開発研究ー単元「碓氷線の歴史と現在」の開発－ （群馬大学教育実践研究、2009年）

## 所属学会
- 全国社会科教育学会
- 日本社会科教育学会
- 社会系教科教育学会